# Gázai népirtás
A gázai népirtás vádja olyan állításokra és nemzetközi jogi eljárásokra utal, amelyek szerint Izrael a Gázában végrehajtott katonai műveletei során megsérthette a népirtás tilalmára vonatkozó nemzetközi jogi normákat, különös tekintettel az 1948-as Genocídium Egyezményre. A vádak különösen a 2023–2024-es háború során kaptak nagy nemzetközi figyelmet.

## Háttér
A Gázai övezet egy sűrűn lakott palesztin terület, amelyet 2007 óta a Hamász iszlamista szervezet irányít. Izrael és Egyiptom blokád alatt tartják a területet, amelyet Izrael biztonsági okokkal indokol, míg több nemzetközi szervezet ezt kollektív büntetésként értelmezi. A térségben évtizedek óta fennálló konfliktus része az izraeli–palesztin konfliktusnak.

## A 2023–2024-es konfliktus
A 2023. október 7-i Hamász-támadás során a Hamász több mint 1100 izraeli állampolgárt és katonát ölt meg, valamint közel 250 embert túszul ejtett, köztük nőket, gyermekeket és időseket. A támadás során elkövetett brutalitást világszerte elítélték, és az eseményeket Izrael a saját önvédelem jogának megfelelően válaszcsapással követte. E válaszlépések részeként a Gázai övezetet súlyos légi és szárazföldi hadműveletek érték.
2024 májusára a palesztin halálos áldozatok száma a Gázai Egészségügyi Minisztérium szerint meghaladta a 35 000 főt, többségük nő és gyermek. Független megerősítés nehézségekbe ütközik a harcok intenzitása és a hozzáférés hiánya miatt.

## A népirtás vádja és a Nemzetközi Bíróság eljárása
1. december 29-én Dél-Afrika keresetet nyújtott be a Nemzetközi Bíróságon (ICJ) Hágában azzal a váddal, hogy Izrael megsérti az 1948-as Genocídium Egyezményt, és célzott intézkedéseket hajt végre a palesztin népcsoport részleges vagy teljes elpusztítása érdekében.

Dél-Afrika szerint a katonai műveletek, az ostrom, a humanitárius segélyek akadályozása, valamint izraeli tisztviselők gyűlöletkeltő retorikája együttesen megalapozhatják a népirtás tényállását. Az ICJ 2024. január 26-án előzetes intézkedéseket rendelt el Izraellel szemben, amelyek szerint:
- Izraelnek mindent meg kell tennie a népirtás megelőzése érdekében,
- biztosítania kell a humanitárius segítség bejutását,
- és hathavonta jelentést kell tennie az intézkedések végrehajtásáról.

Fontos megjegyezni, hogy az ICJ nem hozott döntést a népirtás tényleges elkövetéséről, csupán annak veszélyére reagált.

## Izrael álláspontja
Izrael kormánya> visszautasítja a népirtás vádját. Álláspontja szerint katonai műveletei kizárólag a Hamász fegyveres szervezete ellen irányulnak, amely rendszeresen emberi pajzsként használja a civileket. Izrael szerint Gáza humanitárius válsága elsősorban a Hamász tevékenységéből ered, és a civil áldozatokért nagyrészt ez a szervezet felelős.

## Nemzetközi reakciók
A vádak megosztott nemzetközi visszhangot váltottak ki:
- Támogatók: Dél-Afrika, Malajzia, Namíbia, Brazília és más globális déli országok felszólaltak a vizsgálat mellett, és sok esetben tűzszünetet követeltek.
- Ellenzők: Az Amerikai Egyesült Államok és több nyugati szövetséges szerint Izrael önvédelemre jogosult. Az USA kritizálta a népirtásvád „alaptalanságát” és politikai célzatát.

## Emberi jogi jelentések
Az Amnesty International és a Human Rights Watch jelentései szerint a Gázában elkövetett izraeli támadások számos alkalommal céloztak civil infrastrukturális elemeket (kórházak, iskolák, menekülttáborok), és aránytalan mértékű erőszakot alkalmaztak. Egyes jelentések szerint ezek az akciók felvethetik:
- a háborús bűnök,
- az emberiesség elleni bűncselekmények,
- sőt a népirtás gyanúját is.

Az ENSZ különmegbízottai, például Francesca Albanese (a megszállt palesztin területek emberi jogi helyzetével foglalkozó különmegbízott), szintén úgy nyilatkoztak, hogy „Gáza civil lakossága megsemmisítés alatt áll”.

## Kritika és vita
Több jogász és akadémikus szerint a népirtás vádja rendkívül súlyos, és az ilyen állításokat alapos bizonyítékokkal kell alátámasztani. Más szakértők azonban arra mutatnak rá, hogy a népirtásnak nem feltétlenül kell „totális megsemmisítést” jelentenie – elég a „részleges elpusztítás szándéka” is egy adott népcsoport ellen.

## Lásd még
- Gázai övezet történelme
- 2023–2024-es izraeli–palesztin háború
- Népirtás
- Hamász
- Izrael–palesztin konfliktus
- Nemzetközi Bíróság
- ENSZ Emberi Jogi Tanácsa
- 1948-as Genocídium Egyezmény